# 歲月神偷
《歲月神偷》是於2010年上映的香港電影，由羅啟銳導演，張婉婷監製，任達華、吳君如、李治廷、鍾紹圖和蔡穎恩等主演，電影發展基金資助拍製，主要外景拍攝場地包括上環永利街、拔萃男書院校舍及聖士提反書院校舍，更有多名拔萃男書院的師生客串演出。此為導演羅啟銳的半傳記電影，劇中次子角色即為羅啟銳本人的童年經歷。

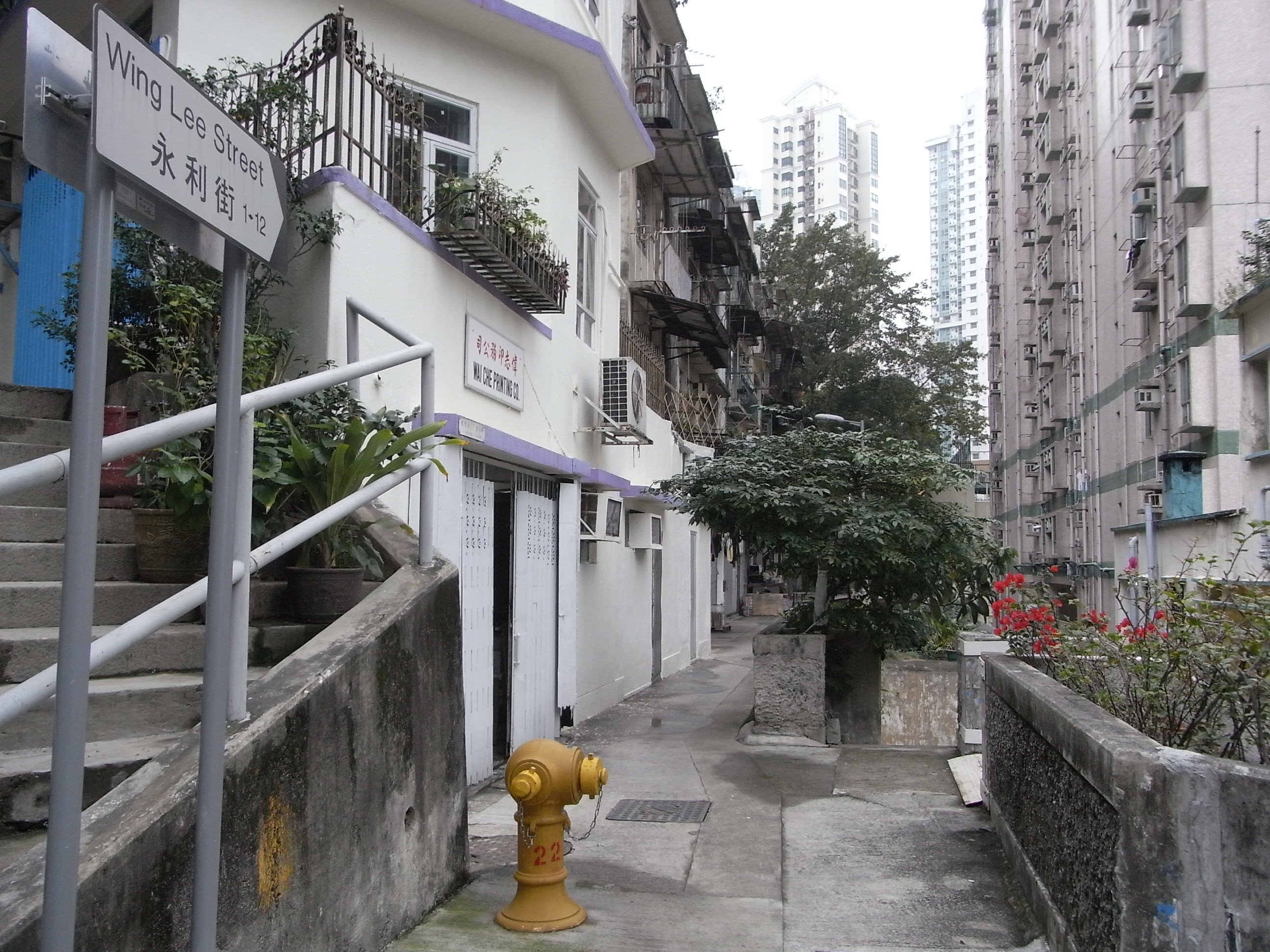
電影其中一個取景的場地永利街

《歲月神偷》於同年2月獲得第60屆柏林影展新生代單元適宜兒童觀看組（Generation Kplus）最佳電影水晶熊獎。

## 劇情
劇情主旨描述一個低收入的香港基層四口之家如何面對命運劇變，將光陰比喻為偷走身邊美好事物的小偷。在一個以為骨幹的故事中，父親羅生（任達華飾）開設「羅記」鞋舖，母親（吳君如飾）是家庭主婦。長子羅進一Desmond（李治廷飾）是品學兼優的拔萃男書院優異生，同時亦是體育健將及結他好手，並與隔鄰名女校學生劉芳菲Flora（蔡穎恩飾）相戀；次子羅進二（鍾紹圖飾）則和兄長完全相反，學業成績奇差，性格亦極度頑劣。
那時是戰後香港人生活最為窮困的香港1960年代，羅氏一家以造鞋、賣鞋之收入勉強只能餬口，同時亦要為長子學費而節衣縮食，生活困苦。一日Flora因要舉家移民美國而突然提出與Desmond分手，對長子打擊甚大，但亦令他和弟弟留意到Flora一家移民的背後原因—當時的社會不公、貪污腐敗：一位英籍警官到羅家索賄時告訴幼子，要懂得把26個英文字母倒序背出，英語水平才算高；在該警官再次到羅家索賄之時，幼子已將英文字母全部倒序背熟，當場向該警官背出，但警官卻不置可否。
Flora舉家移民美國前，羅家禍不單行，先是長子在考試嚴重失準，成績一落千丈；後是幼子的反叛行為，害得要家人負責；再是長子於學界運動會再次失手，跨欄項目中雖明顯領先，但大好形勢下竟然在最後一欄跌倒，結果失落金、銀牌，只得銅牌。縱使父親嚴厲訓斥，母親仍盡力安慰他們；此後父親繼續為造鞋埋頭苦幹，母親繼續以其樂觀心態，鼓勵家人團結，共渡難關。Flora移民美國後，颱風「貝蒂」襲港（影射颱風温黛於1962年9月1日正面襲港），十號颶風信號高掛，「羅記」鞋鋪（也是羅氏四口的家）縱使完成防風措施仍無法抵受颶風風力，地下鐵閘和閣樓整幅外牆被毀，羅生的心血——一對又一對的皮鞋全部被吹出鋪外，暴露在狂風暴雨中，羅氏一家人最後只能力保屋頂不被吹走。風暴過後，羅生居住的社區滿目瘡夷，成了一片頹垣敗瓦，羅家損失慘重，正當收拾家園時，長子卻突然眼前一黑，昏迷倒地⋯⋯哥哥羅進一因患上血癌住院，護士嫌他母親給紅包給得少，抽血時也狠狠的一針插下去。而最後為了輸血，更要趕去當鋪典當。羅進一因罹患血癌去世，幾年後，老爸去世，小弟羅進二考進了哥哥的學校，經常和母親在一起去墓地看望老爸和哥哥羅進一。經歷人生百味，唯有歲月的變遷才是真正的神偷。

## 演员表
| 演員           | 角色               | 暱稱/關係                                                                                    |
| 任達華         | 羅先生             | 鞋店老板 於結尾去世                                                                          |
| 吳君如         | 羅太太             | 羅生之妻                                                                                     |
| 李治廷         | 羅進一             | Desmond 拔萃男書院學生 體育成績優異，會作曲 羅先生、羅太太之長子 罗进二之兄 於結尾因血癌病逝 |
| 李治廷         | 羅進二（中學時期） | 羅進一之弟 福幼小學學生 願望是當太空人 羅先生、羅太太之幼子 於結尾入讀拔萃男書院             |
| 鍾紹圖         | 羅進二（小學時期） | 羅進一之弟 福幼小學學生 願望是當太空人 羅先生、羅太太之幼子 於結尾入讀拔萃男書院             |
| 蔡穎恩         | 劉芳菲             | Flora 羅進一之女友                                                                           |
| 秦沛           | 大羅生             | 羅先生之兄，理髮師 羅太太之大伯 羅進一、羅進二之伯父                                         |
| 夏萍           | 羅老太             | 大羅生及羅生之母 羅太太之家婆 羅進一、羅進二之祖母                                           |
| 谷德昭（客串） | 上海裁縫           | 羅家鄰居                                                                                     |
| 高志森（客串） |                    | 鞋店顧客                                                                                     |
| 許鞍華（客串） | 福幼小學老師       |                                                                                              |
| 劉國昌（客串） |                    |                                                                                              |
| 張同祖（客串） |                    |                                                                                              |
| 夏春秋（客串） |                    |                                                                                              |
| 劉天蘭（客串） |                    |                                                                                              |
| 龍景昌（客串） |                    |                                                                                              |
| 覃恩美（客串） |                    |                                                                                              |

## 上映
《歲月神偷》在香港2010年3月11日開畫。為符合2009年度香港電影金像獎參選資格，此片在2009年12月29日於新寶戲院放映五場優先場。

## 成績
因受獲獎消息影響，《歲月神偷》在香港的上映票房（3月11日至3月14日）成績奪目，票房達到近四百萬港元，得到了該週票房第二位。
並由於其後獲得好評，在香港上映的第二週保持第二位，而第三週更奪取了該週票房冠軍。直至2010年5月2日，在香港的累積票房已超過2300萬港幣。

## 獎項
此電影於德國時間2010年2月20日（星期六），獲得第60屆柏林影展新生代單元兒童組最佳電影水晶熊獎，亦是首部港產電影獲此殊榮。無疑是為本片的片房打下一支強心針，亦為低成本的港產電影業帶來曙光。
在第二十九屆香港電影金像獎中，共獲得了六項提名，其中有四項獲獎。

## 獎項及提名
| 獎項                         | 類別                                 | 名字           | 結果 |
| ---------------------------- | ------------------------------------ | -------------- | ---- |
| 第60屆柏林影展               | 最佳電影水晶熊獎（新生代單元兒童組） | 歲月神偷       | 獲獎 |
| 第29屆香港電影金像獎         | 最佳編劇                             | 羅啟銳         | 獲獎 |
| 第29屆香港電影金像獎         | 最佳男主角                           | 任達華         | 獲獎 |
| 第29屆香港電影金像獎         | 最佳女主角                           | 吳君如         | 提名 |
| 第29屆香港電影金像獎         | 最佳新演員                           | 李治廷         | 獲獎 |
| 第29屆香港電影金像獎         | 最佳新演員                           | 鍾紹圖         | 提名 |
| 第29屆香港電影金像獎         | 最佳原創電影歌曲                     | 歲月輕狂       | 獲獎 |
| 演藝動力大獎2010頒獎禮       | 最突出男演員                         | 任達華         | 獲獎 |
| 演藝動力大獎2010頒獎禮       | 最突出電影                           | 歲月神偷       | 獲獎 |
| 第5屆亞洲電影大獎            | 最佳新演員                           | 李治廷         | 提名 |
| 香港電影編劇家協會           | 推薦劇本獎                           | 羅啟銳         | 獲獎 |
| 第二屆金掃帚獎               | 2010年华语十佳电影                   | 歲月神偷       | 獲獎 |
| 第11屆華語電影傳媒大獎       | 最佳新演员                           | 李治廷         | 提名 |
| 第11屆華語電影傳媒大獎       | 百家传媒年度致敬电影                 | 歲月神偷       | 提名 |
| 第4届亚太电影大奖            | 最佳儿童电影                         | 歲月神偷       | 提名 |
| 第10屆長春電影節金鹿獎       | 最佳女主角                           | 吳君如         | 獲獎 |
| 第10屆長春電影節金鹿獎       | 最佳男主角                           | 任達華         | 提名 |
| 第10屆長春電影節金鹿獎       | 最佳導演                             | 羅啟銳         | 提名 |
| 第14屆中國電影華表獎         | 境外華裔導演                         | 羅啟銳         | 提名 |
| 第14屆中國電影華表獎         | 境外華裔女演員                       | 吳君如         | 獲獎 |
| 第17屆香港電影評論學會大獎   | 最佳男演員                           | 任達華         | 提名 |
| 2010年華鼎獎                 | 華語電影最佳女主角                   | 吳君如         | 提名 |
| 新周刊2010中国娇子新锐榜     | 年度電影                             | 歲月神偷       | 提名 |
| 第五屆香港電影導演會年度大獎 | 年度推介電影                         | 歲月神偷       | 獲獎 |
| 第五屆香港電影導演會年度大獎 | 年度傑出導演                         | 羅啟銳         | 獲獎 |
| 第五屆香港電影導演會年度大獎 | 年度新晉演員（銀）                   | 李治廷         | 獲獎 |
| 第31屆大眾電影百花獎         | 最佳女主角                           | 吳君如         | 提名 |
| 第31屆大眾電影百花獎         | 最佳男主角                           | 任達華         | 提名 |
| 第31屆大眾電影百花獎         | 最佳男配角                           | 李治廷         | 提名 |
| 第31屆大眾電影百花獎         | 最佳編劇                             | 羅啟銳         | 提名 |
| 第一屆粤港澳青年电影盛典     | 最受欢迎故事片                       | 歲月神偷       | 提名 |
| 第一屆粤港澳青年电影盛典     | 最受欢迎导演                         | 羅啟銳         | 提名 |
| 第一屆粤港澳青年电影盛典     | 最受欢迎男主角                       | 任達華         | 提名 |
| 第一屆粤港澳青年电影盛典     | 最受欢迎女主角                       | 吳君如         | 提名 |
| 第一屆粤港澳青年电影盛典     | 最受欢迎新星                         | 李治廷         | 提名 |
| 第一屆粤港澳青年电影盛典     | 最高人气银幕情侣                     | 李治廷、蔡穎恩 | 提名 |
| 第一屆粤港澳青年电影盛典     | 最佳推介電影                         | 歲月神偷       | 獲獎 |

同年，香港電影製片家協會董事局按美國電影學院提供之選片準則，以投票手法選出參賽電影，最後《歲月神偷》得票最高，打敗同年大片《葉問2》及《得閒炒飯》，因此協會決定向美國電影學院推薦《歲月神偷》，代表香港區參加第83屆奧斯卡外語片獎。

## 插曲
- Pussywillows Cat-Tails （貓尾巴） 演唱者：Gordon Lightfoot
- The Sweetheart Tree （甜心樹）演唱者：Henry Mancini
- Dancing on the moon （在月球跳舞）演唱者：The Fabulous Echoes
- I Wanna Be Free （我想要自由）演唱者：Monkees

## 取景地點
雖然《歲月神偷》於香港島永利街取景，但在劇中，羅先生曾表示自己於深水埗開檔，而兒子羅進一則位於九龍的拔萃男書院就讀；進二又位於天台小學（多見於九龍的公共屋邨）就讀，暗示羅先生一家所住的地方並非現實中的香港島永利街。相反羅進一離開劉芳菲的大宅時，電影使用香港島半山及山頂纜車作背景，明指劉家為住半山的有錢人；雖然在劇中，劉芳菲的校服類似現實生活的何明華會督銀禧中學，與拔萃男書院同樣位於九龍。其他取景地方包括羅劉二人身穿校服拍拖的跑馬地墳場等等。

## 影響
獲柏林影展最佳影展水晶熊獎後，爭取完整保留永利街的聲音日益壯大。市區重建局於2010年3月16日宣佈，將永利街剔出重建項目，劃為保育區，待城市規劃委員會審議。

## 帳目風波
2012年11月14日，香港政府審計署署長發表第59號報告書，指電影《歲月神偷》獲政府電影發展基金融資360萬港幣，儘管本港票房大收逾2,000萬港幣，但政府最終只收回約296萬港幣，收回率只有82.1%，原因主要是電影的宣傳發行費超出認可上限數倍，令淨收益大減。
一般來說，電影發展基金融資佔製作費三至四成，以電影票房、賣埠費連版稅等總收益減去製作費、宣傳發行費等成本，得出的淨收益會按比例攤分予基金。審計署不點名指，其中一部電影向基金申報宣傳發行開支為270萬港幣，但再調查後發現連同香港以外市場開支計算，總宣傳發行開支實為810萬港幣，超出規定的宣傳費上限，但竟獲基金認可，按審計署提供的上映日期推斷，此電影正是《歲月神偷》。
事件引起香港市民對電影業界濫用公帑的疑慮，但《歲月神偷》監製張婉婷則回應，指電影發展基金不應純為賺錢，亦應以提升本土電影認知為目標，及考慮文化上的無形收益。她同意基金對電影製作及其他活動的分配要再作研究，此外她稱受通脹、人民幣升值、工資上漲等因素影響，現時一般中小型電影製作費，已升至約2000萬港幣的水平，她建議預算上限應調高，不過她並沒有回應宣傳費超支的問題。

## 外部連結
- Yahoo奇摩電影上《歲月神偷》的資料（繁體中文）
- 開眼電影網上《歲月神偷》的資料（繁體中文）
- 豆瓣电影上《歲月神偷》的資料 （简体中文）
- 时光网上《歲月神偷》的資料（简体中文）
- AllMovie上《歲月神偷》的资料（英文）
- 爛番茄上《歲月神偷》的資料（英文）
- 香港影庫上《歲月神偷》的資料（繁體中文）
- 互联网电影数据库（IMDb）上《歲月神偷》的资料（英文）